# Spellemannprisen 2001
Spellemannprisen 2001 blev uddelt i Oslo Spektrum fredag den 1. marts 2002. Morten Abel blev aftens store vinder med prisen for Årets spellemann og som vinder af kategorien popsolist og årets sang. Röyksopp gjorde det også godt og vandt prisen i den nye kategori elektronika samt årets musikvideo. I tillæg til elektronika blev der for første gang uddelt priser i kategorierne metal og blues. Hiphopduoen Klovner i Kamp vandt også med deres album Bjølsen hospital for årets bedste hiphopudgivelse. Dette album vardet første, der udelukkende indeholdt rapsange på norsk.
I anledning af Spellemannprisens 30-årsjubileum blev der også uddelt en specialpris ved navn Tidernes norske hit hvor Spellemannkomitéen nominerede 14 sange fra prisens 30 årige historie. Vinderen blev afgjort af publikum som på forhånd kunne afgive sin stemme via telefon og internet. «Noen gange er det all right» med Odd Børretzen og Lars Martin Myhre gik af med seieren foran «Take On Me» med a-ha og «Lys og varme» med Åge Aleksandersen.
Det var også 30. og foreløbig sidste gang NRK arrangerede uddelingen. Uddelingen blev ledet af Bård Tufte Johansen og sendt direkte på NRK1.

## Vindere
| Kategori               | Artist                            | Titel                                 |
| ---------------------- | --------------------------------- | ------------------------------------- |
| Popsolist              | Morten Abel                       | I'll Come Back And Love You Forever   |
| Popgruppe              | Savoy                             | Reasons to stay indoors               |
| Rock                   | Kaizers Orchestra                 | Ompa til du dør                       |
| Elektronika            | Röyksopp                          | Melody A.M.                           |
| Blues                  | Bjørn Berge                       | Stringmachine                         |
| Metal                  | Dimmu Borgir                      | Puritanical Euphoric Misanthropia     |
| Hip-hop                | Klovner i Kamp                    | Bjølsen hospital                      |
| Åpen klasse            | Anja Garbarek                     | Smiling & Waving                      |
| Folkemusikk/gammeldans | Per Sæmund Bjørkum                | Berg og Vatn                          |
| Danseorkester          | Scandinavia                       | De aller beste live                   |
| Jazz                   | Urban Connection                  | Urban Connection                      |
| Klassisk musikk        | Rolf Lislevand                    | Alfabeto                              |
| Samtidsmusikk          | Peter Herresthal                  | Arne Nordheim; Complete Violin Music  |
| Viser                  | Halvdan Sivertsen                 | Tvil, håp og kjærlighet               |
| Barneplate             | Uhu! (NRK Barn)                   | Uhu!                                  |
| Årets musikkvideo      | Röyksopp                          | «Eple»                                |
| Årets nykommer         | Sondre Lerche                     | Faces Down                            |
| Årets låt              | Morten Abel                       | «I'll Come Back And Love You Forever» |
| Årets spellemann       | Morten Abel                       |                                       |
| Tidenes norske hit     | Odd Børretzen & Lars Martin Myhre | «Noen ganger er det all right»        |